# Кашина Брамарди (Кунео)
Кашина Брамарди је насеље у Италији у округу Кунео, региону Пијемонт.
Према процени из 2011. у насељу је живело 18 становника. Насеље се налази на надморској висини од 564 м.